# Henrik Wrede (död 1605)

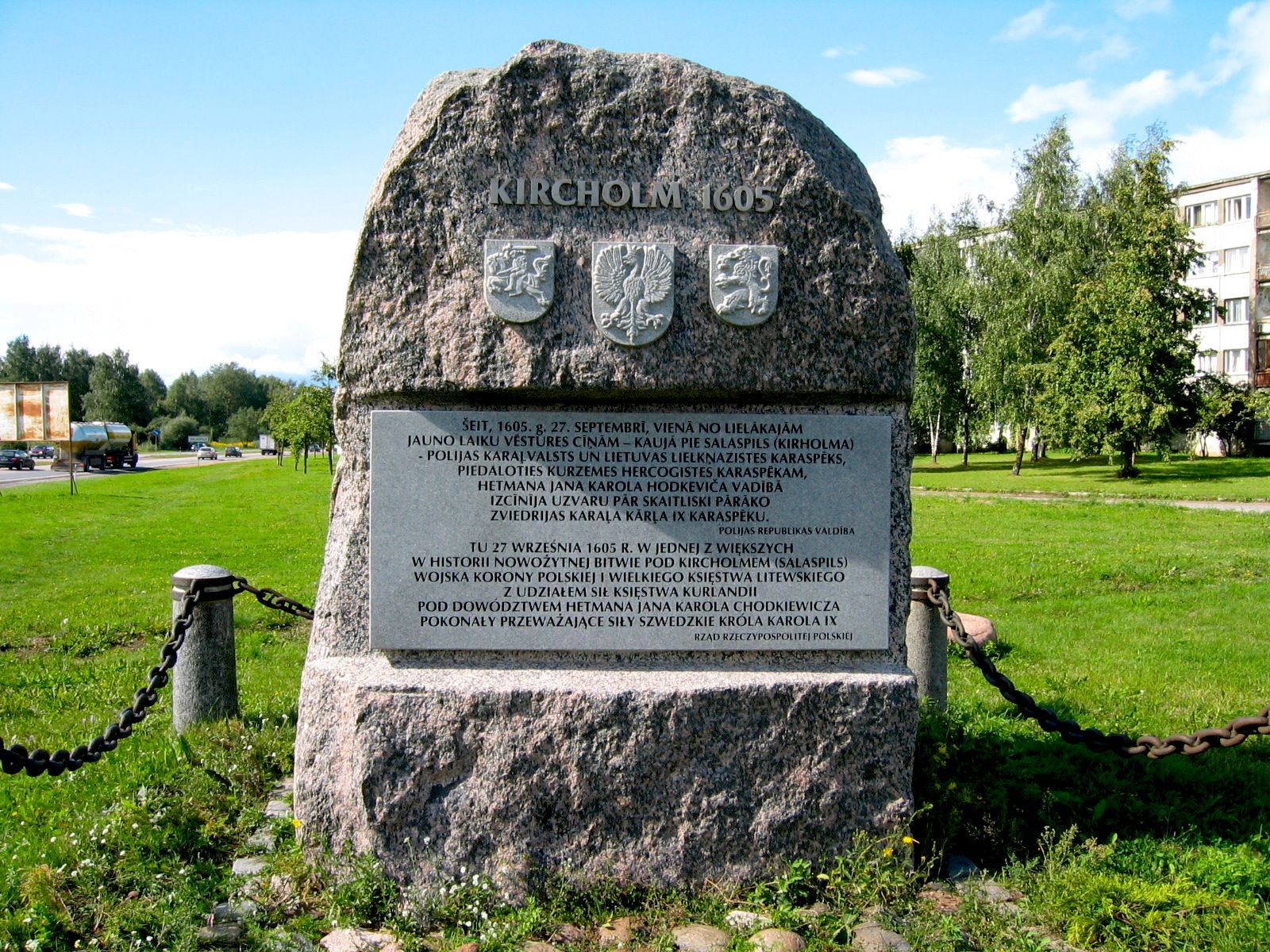
Minnesmonument över Slaget vid Kirkholm, som var den 27 september 1605 vid Salaspils (Kirkholm), en stad cirka 25 km sydost om Riga, i Livland i Lettland.

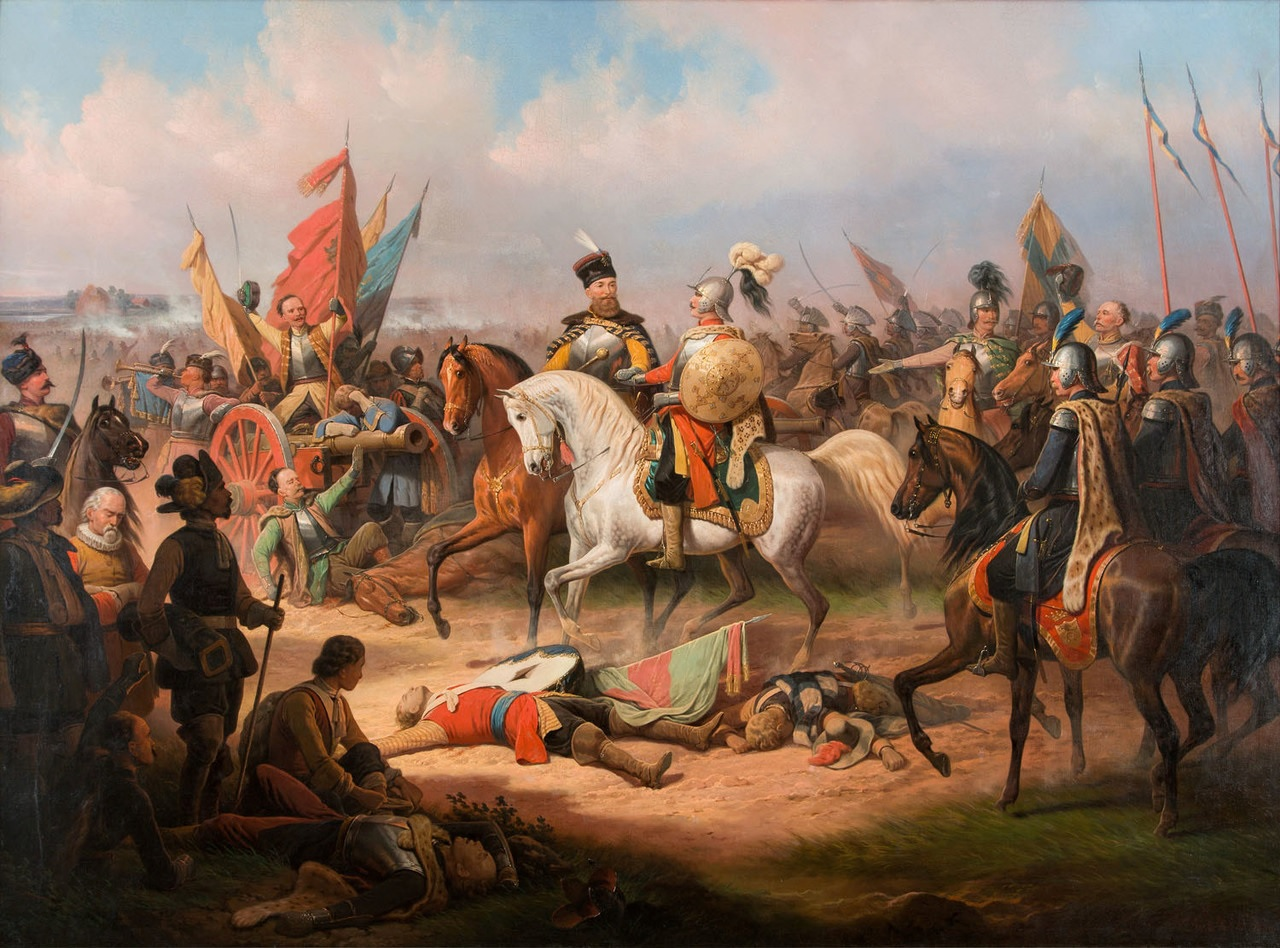
Slaget vid Kirkholm 1605. Oljemålning från 1858 av den polske konstnären och arméofficeren January Suchodolski (1797-1875).

Heinrich (Henrik) Wrede till Wredenhof, död  17 september 1605, Kirkholm (på lettiska: Salaspils, på tyska: Kirchholm), nära Riga i Lettland, var en svensk ryttmästare, som stupade under slaget vid Kirkholm under andra polska kriget efter att ha givit sin häst till kung Karl IX. Slaget vid Kirkholm ägde rum den 27 september, men enligt den gamla kalendern, som var den Julianska kalendern, som användes i Sverige under denna tid var det den 17 september 1605.
Wrede var son till den baltiske hovjunkaren Caspar Wrede och Könna Heinrichdotter von Kropp. Under kriget i Livland, gick Wrede med i det svenska kavalleriet och deltog under slaget vid Kirkholm den 17 september 1605. Under striden, stötte Wrede på Karl IX, vars häst blivit nedskjuten och räddade kungen, genom att ge denne sin egen häst. När kungen mottagit hästen och flytt, blev Wrede kvarlämnad på slagfältet, där han massakrerades av polackerna. Som tack för Wredes insats, beslöt Karl IX att 1608 skänka Elimä fjärding till Wredes änka, Gertrud von Ungern, och sönerna Casper och Carl Henrik. Därigenom introducerades ätten Wrede af Elimä.
Carl Henrik Wrede blev guvernör i Åbo och 1654 blev han och brodern upphöjda till friherrar av drottning Kristina för deras faders hjältedåd.